# Herbeuval
Herbeuval település Franciaországban, Ardennes megyében. Lakosainak száma 124 fő (2022. január 1.). Herbeuval Margny, Sapogne-sur-Marche, Signy-Montlibert, Breux és Thonne-le-Thil községekkel határos.

## Népesség
A település népességének változása:
| Lakosok száma | 140  | 91   | 77   | 81   | 106  | 111  | 121  | 122  | 123  | 124  |
|               | 1968 | 1982 | 1990 | 2006 | 2013 | 2015 | 2017 | 2019 | 2020 | 2022 |